# Geert Lebbing
Geert Lebbing (Haarlem, 1940) is een Nederlands beeldend vormgever. Hij werkt als adviseur, publicist, documentair schrijver over en fotograaf van beeldende kunst in de openbare ruimte.

## Leven en werk
Lebbing volgde aan de Academie voor Beeldende Kunst te Rotterdam de opleiding Beeldhouwen bij Jaap Kaas. Op de ateliers van de Rotterdamse beeldhouwers Huib Noorlander en Chris Elffers werkte hij als leerling/assistent, onder meer als bronsgieter. In 1960 kreeg hij zelf een atelier in het ateliergebouw Nesserdijk 406 te Rotterdam. In de jaren 1960-80 werkte hij daar als beeldhouwer. In opdracht van de gemeente Rotterdam vervaardigde hij een aantal bronzen kunstwerken, onder andere bij schoolgebouwen van gemeentearchitect J.R.A. Koops.
Als medeoprichter van de zogenaamde Pressiegroep zette Lebbing zich in voor de democratisering van het Rotterdamse kunstopdrachtenbeleid. Van 1970-76 was hij lid van de Commissie Percentageregeling en begeleidde hij collega-kunstenaars bij het uitvoeren van kunstwerken in de openbare ruimte.
Dankzij een kunstopdracht in Lekkerkerk leerde hij in 1969 landschapsarchitect Riek Bakker kennen, met wie hij van 1970 tot 1974 onder de naam Werkplaats voor Ruimtelijke Vormgeving geassocieerd was. In die maatschap werden schoolpleinen in Rotterdam, Lekkerkerk vormgegeven. Die samenwerking werd van 1974 tot 1978 voortgezet bij Bureau voor Stedebouw Ir. F.J. Zandvoort. Daar werkte ook landschapsarchitect Willemien Dijkshoorn, met wie Lebbing de CRM-opdracht voor het psychiatrisch Ziekenhuis Huize Padua in Boekel won en uitvoerde.
Na 1978 legde Lebbing zich toe op projectgebonden vormgeving. In opdracht van gemeenten als Rotterdam, Tilburg, Apeldoorn, Spijkenisse, Moerkapelle en van de Rijksgebouwendienst voerde hij diverse projecten uit, waaronder Kijk Mij aan het transformatorgebouwtje op het Besterdplein te Tilburg.
Vanaf 1989 richtte Lebbing zich onder de noemer Kunst- & Stadswerk op de opwaardering van kunst in de openbare ruimte, onder andere in opdracht van de gemeenten Rotterdam, Amsterdam, Noordwijk en Hellevoetsluis, en van 1992 tot 1994 bij het Bureau Rijksbouwmeester. Hij voerde inventarisaties uit en nam uiteenlopende kunstwerken onder handen. Over de restauratie in 2005 en 2006 van Wessel Couzijns Groot Landschap publiceerde hij drie deeltjes in de serie Apart Bekeken.
Het motto bij Lebbings Kijk Mij in Tilburg luidde De blauwdruk van gisteren tekent mee in het beeld van vandaag. Dat motto is ook voor derde versie van de monumentale Oprichtersbank in het Amsterdamse Vondelpark van toepassing. Lebbing ontwierp deze in 2010 onthulde derde versie van de bank die oorspronkelijk uit 1939 stamde. 
Onder de noemer Tekst & Uitleg publiceerde Lebbing over kunst én de openbare ruimte, waaronder de serie Apart Bekeken – een serie van boekjes die elk een kunstwerk behandelen – en bracht hij de boekuitgaven Thuis waar ik woon uit.

## Werk (selectie)
- 1964 Gildebroeders, bronsplastiek, i.o.v. gem Rotterdam bij ULO-school Hoogvliet (arch. J.Koops)
- 1969 Spiraal, bronsplastiek, i.o.v. gem Lekkerkerk bij ULO-school en gymnastiekgebouw (arch. Stuurman)
- 1973-74 Dak boven de straat, een onderdak voor straatgebeurtenissen. Kunstopdracht bij wijkgebouw De Klimmende Bever, Rotterdam IJsselmonde (arch. J. Bister)
- 1982-85 3 Rietstengels bij Rietlander Spijkenisse i.s.m. TNO (arch. Stuurman Waddinxveen)
- 1984-85 Kijk mij transformatie trafogebouwtje Besterdplein i.o.v. gem. Tilburg (beg. Henk Geraedts)
- 1985-86 Velumplafond Rijksmiddelbare Landbouwschool Gouda, i.o.v. Rijksgebouwendienst (arch. Peter v. Hulten)
- 2005-06 Restauratie Groot Landschap, iov stadsdeel Geuzenveld/Slotermeer (Martijn de Graaf)
- 2009-10 Oprichtersbank Vondelpark, iov stadsdeel Oud-Zuid (Ferry Theunisse)

## Publicaties en boekuitgaven (selectie)
- 1996 Kunst in kaart, een postcard-giroboekje met kunstroute in het Amsterdamse Slotervaart/Overtoomse Veld
- 2005 Wandelwijzer Huis en Park Frankendael, Amsterdam, oplage 5000, doosje postcards Vierkant Voor
- 2005-2007 Apart Bekeken nrs. 7.1,2,3, Wessel Couzijn's Groot Landschap
- 2014 "Een landtong op Zuid", in de reeks "Thuis waar ik woon"
- 2017 "De Esch, kroniek van een Kralingse polder", in de reeks "Thuis waar ik woon"
- 2020 "De kunst van het Oude Noorden", in de reeks "Thuis waar ik woon"

## Galerij

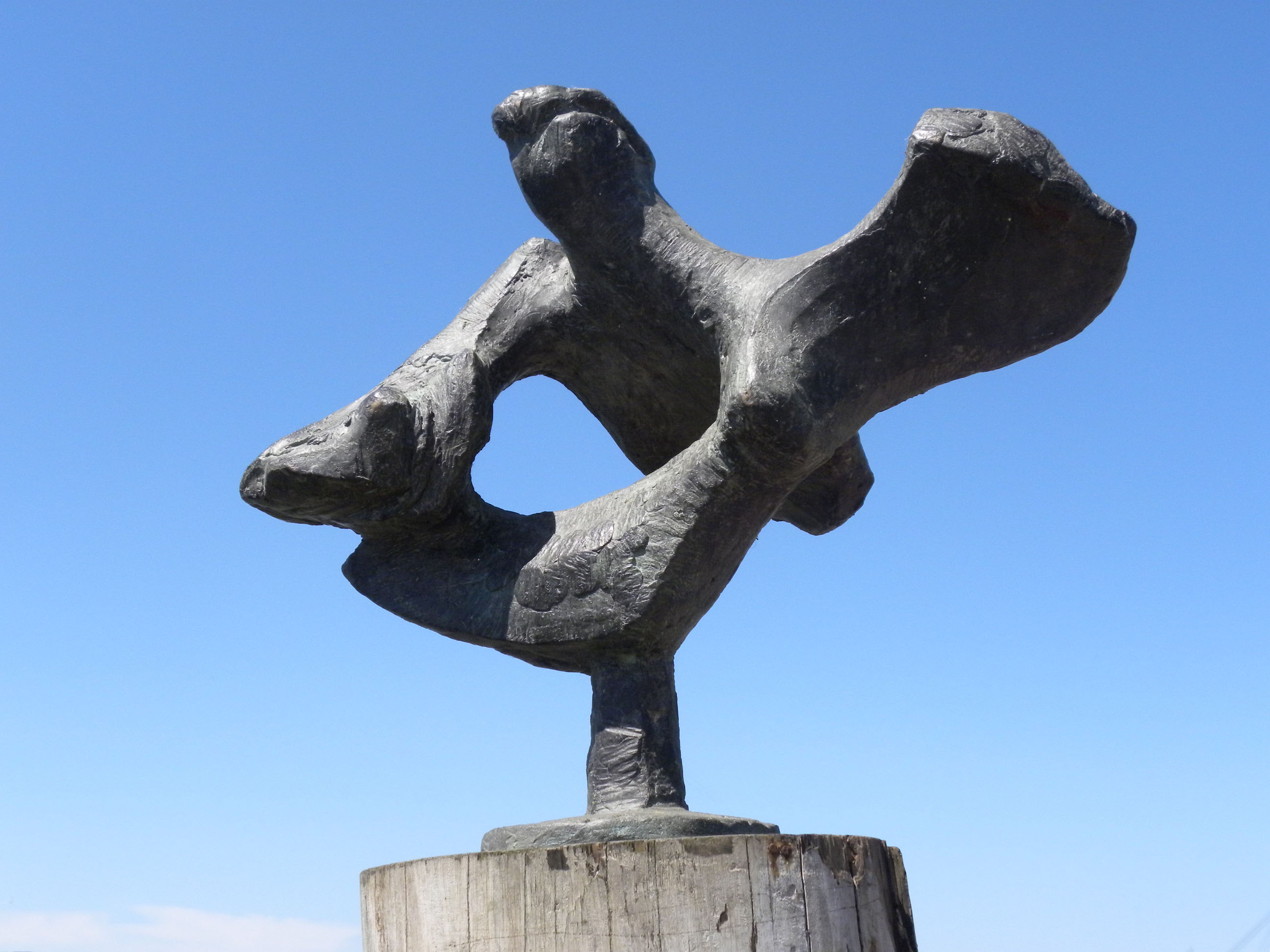
Vliegende figuur, 1966
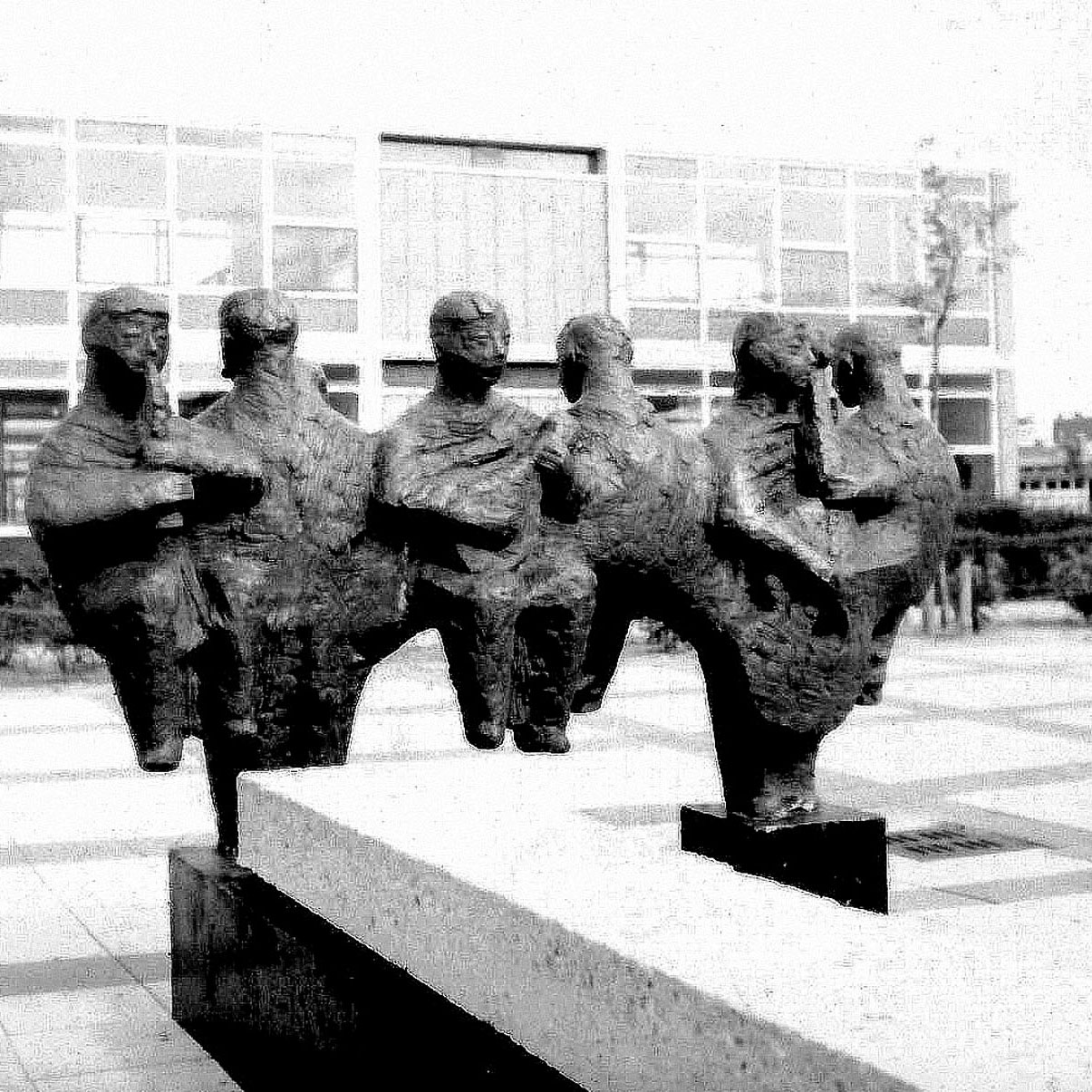
Gildebroeders, Hoogvliet, 1964
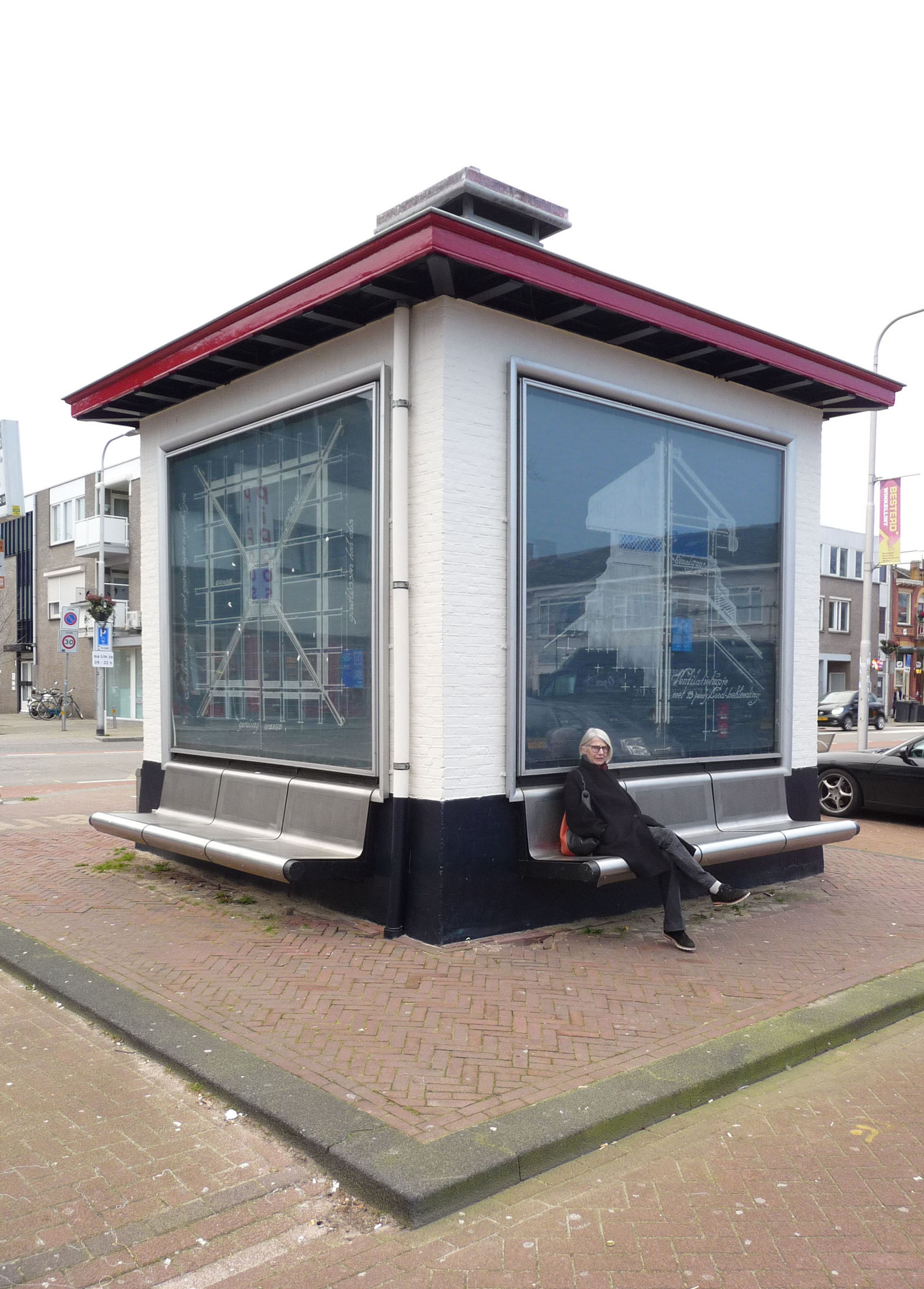
Kijk Mij!! Tilburg, trafogebouwtje Besterdplein 1985
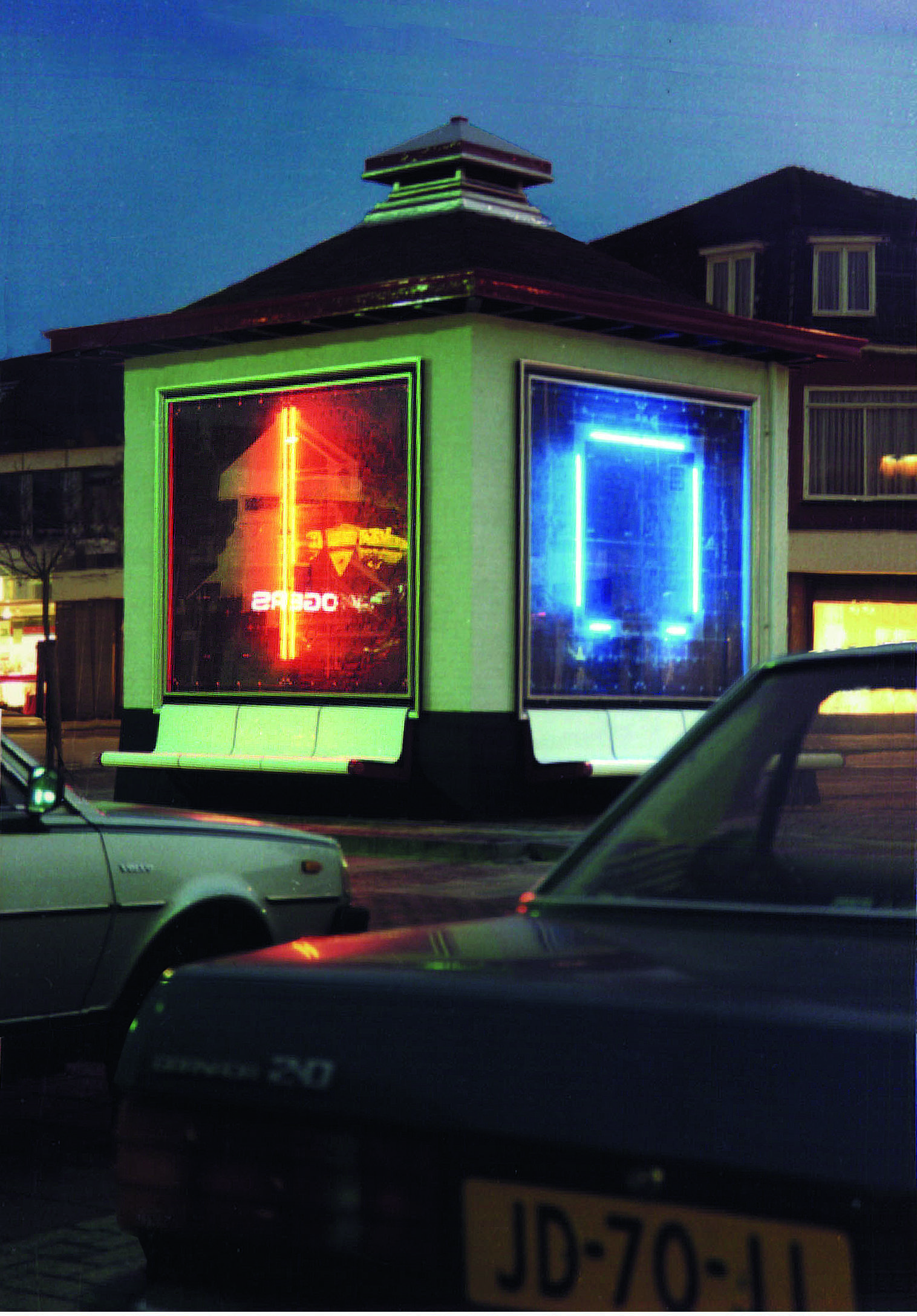
Kijk Mij!! Tilburg, trafogebouwtje Besterdplein 1985
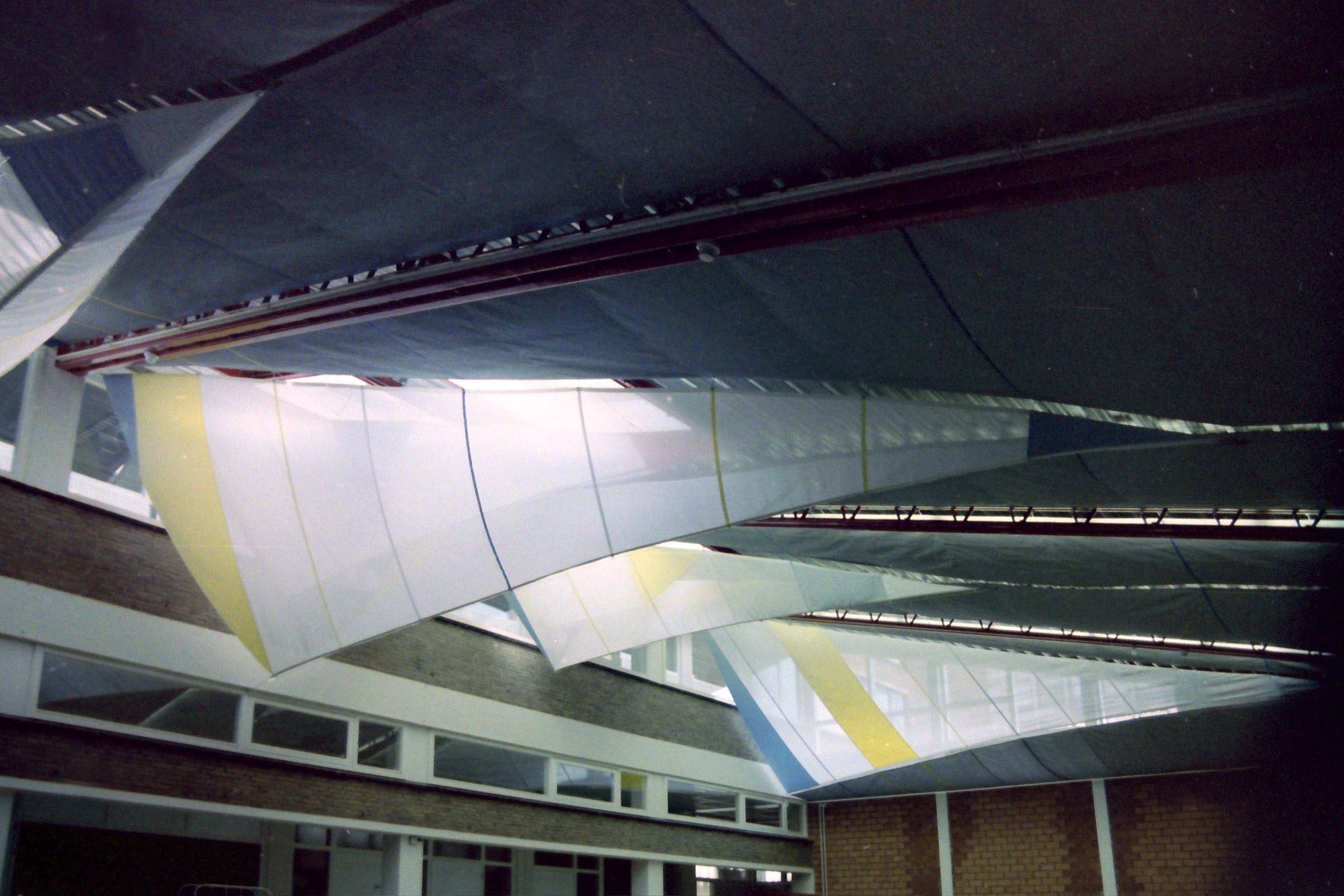
Velumplafond, RMLS Gouda, 1986
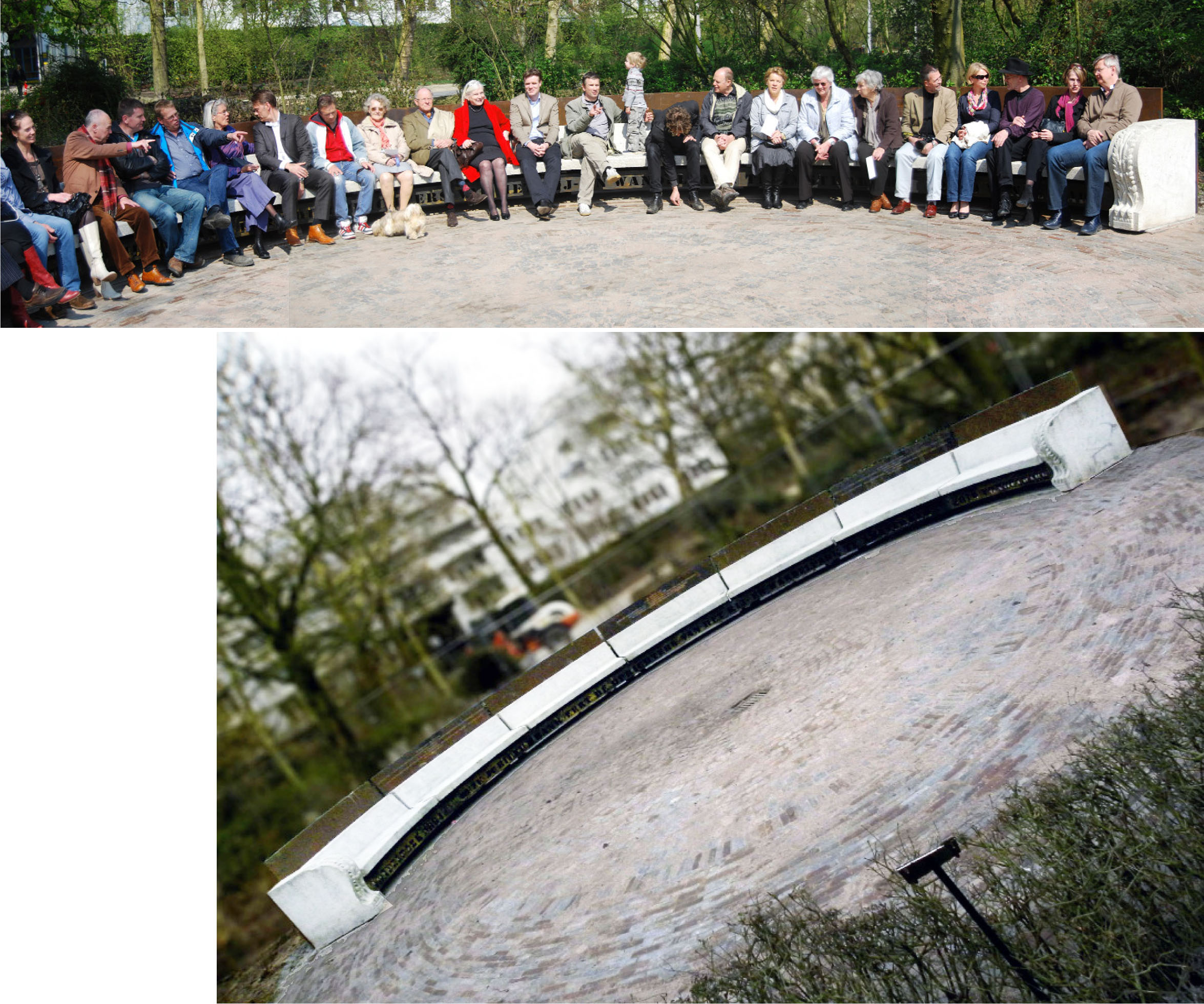
Oprichtersbank Vondelpark Amsterdam, 2010